# Château d'Odani
Le château d’Odani (小谷城, Odani-jō) est un château japonais (« château de montagne (山城, yamashiro)) de l'époque Sengoku, situé à Nagahama, dans la préfecture de Shiga. Construit au sommet d’une montagne, il n'en reste que des ruines.

## Histoire
Le château d'Odani est originellement la propriété du clan Azai. Il a été érigé sur un flanc du mont Odani (495 m). Il est détruit à l'issue du siège du château d'Odani, mené par Oda Nobunaga.

## Importance
Le château d’Odani compte parmi les cinq plus grands châteaux de montagne du Japon, avec le château de Kasugayama, le château de Nanao, le château de Kannonji et le château de Gassantoda. Il est classé site historique national depuis 1937,.